# 1935 في المملكة المتحدة
فيما يلي قوائم الأحداث التي وقعت خلال عام 1935 في المملكة المتحدة.

## سياسة

### تعيين في المنصب
- 1 يناير – إدوارد وود اللورد أمين الختم الكنيف [الإنجليزية]‏،وزير الدولة لشؤون الحرب [الإنجليزية]‏،زعيم مجلس اللوردات [الإنجليزية]‏.
- 7 يونيو – ستانلي بلدوين رئيس وزراء المملكة المتحدة.
- 7 يونيو – صمويل هور وزير الدولة للشؤون الخارجية وشؤون الكومنولث [الإنجليزية]‏.
- 7 يونيو – هوارد كينغسلي وود Secretary of State for Health and Social Care [الإنجليزية]‏.
- 25 أكتوبر – كليمنت أتلي زعيم حزب العمال.

### انتهاء فترة المنصب
- 7 يونيو – رامزي ماكدونالد رئيس وزراء المملكة المتحدة، زعيم مجلس العموم [الإنجليزية]‏.
- 7 يونيو – صمويل هور Secretary of State for India [الإنجليزية]‏،وزير الدولة للشؤون الخارجية وشؤون الكومنولث [الإنجليزية]‏.
- 7 يونيو – هوارد كينغسلي وود Postmaster General of the United Kingdom [الإنجليزية]‏.
- 22 نوفمبر – إدوارد وود وزير الدولة لشؤون الحرب [الإنجليزية]‏.

## رياضة
- 1 يناير – بطولة ويمبلدون 1935

## كتب
من الكتب التي صدرت هذه السنة في المملكة المتحدة:
- 1 يناير – الطفل الأخضر من تأليف هربرت ريد.
- 1 يناير – مخمل قومي من تأليف إنيد بانجولد.
- 10 مارس – موت وسط الغيوم من تأليف أجاثا كريستي.

## مواليد

### يناير
- 1 يناير – روجر أوين مؤرخ بريطاني.
- 1 يناير – مالكولم كولينز
- 27 يناير – دينيس يوحنا لاعب كرة قدم ويلزي.
- 28 يناير – دايفيد لودج

### فبراير
- 7 فبراير – كليف جونز لاعب كرة قدم إنجليزي.
- 26 فبراير – نورين موراي

### مارس
- 6 مارس – ديريك كيفان لاعب كرة قدم إنجليزي.
- 21 مارس – برايان كلوف لاعب ومدرب كرة قدم إنجليزي.
- 27 مارس – جوليان غلوفر ممثل إنجليزي.
- 28 مارس – فرانك جود سياسي بريطاني.

### أبريل
- 5 أبريل – بيتر جرانت
- 12 أبريل – كيث موفات رياضياتي بريطاني.
- 13 أبريل – إدي وايت

### مايو
- 1 مايو – ثوم نوبل مونتير من المملكة المتحدة.
- 8 مايو – جاك تشارلتون لاعب ومدرب كرة قدم إنجليزي.
- 9 مايو – روجر هارجريفز

### يونيو
- 1 يونيو – نورمان فوستر مهندس معماري بريطاني.
- 5 يونيو – برايان غرين لاعب ومدرب كرة قدم إنجليزي.
- 10 يونيو – فيك إلفورد سائق فورمولا 1 من المملكة المتحدة.
- 23 يونيو – كيث بوركينشاو لاعب ومدرب كرة قدم إنجليزي.
- 25 يونيو – تشارلز شيفيلد

### يوليو
- 1 يوليو – ديفيد براوس
- 12 يوليو – باري ماسون كاتب أغاني من المملكة المتحدة.
- 22 يوليو – رون سبرنغيت لاعب كرة قدم إنجليزي.

### أغسطس
- 2 أغسطس – أليكس باركر لاعب ومدرب كرة قدم اسكتلندي.
- 15 أغسطس – جيم دايل
- 16 أغسطس – جوني وليامز لاعب كرة قدم إنجليزي.
- 23 أغسطس – مايك جامبريل درّاج طريق من المملكة المتحدة.
- 26 أغسطس – كارين سبارك جونز

### سبتمبر
- 18 سبتمبر – جون سبنسر لاعب سنوكر من المملكة المتحدة.
- 21 سبتمبر – جيمي أرمفيلد لاعب كرة قدم إنجليزي.
- 28 سبتمبر – آلان شيبرد متسابق دراجات نارية من المملكة المتحدة.

### أكتوبر
- 1 أكتوبر – جولي آندروز
- 9 أكتوبر – إدوارد دوق كينت
- 10 أكتوبر – ديف شارنلي ملاكم من المملكة المتحدة.
- 12 أكتوبر – دون هو لاعب ومدرب كرة قدم إنجليزي.
- 31 أكتوبر – ديفيد هارفي

### نوفمبر
- 5 نوفمبر – كيث بيجوت
- 7 نوفمبر – جودي بارفيت ممثلة بريطانية.
- 12 نوفمبر – بيلي نايت لاعب كرة مضرب بريطاني.
- 22 نوفمبر – بوبي ويلسون لاعب كرة مضرب بريطاني.
- 23 نوفمبر – ستيف برتينشو

### ديسمبر
- 18 ديسمبر – روزماري ليتش ممثلة بريطانية.
- 20 ديسمبر – يان وايت لاعب كرة قدم اسكتلندي.

## وفيات

### يناير
- 1 يناير – ألف جونز (مواليد 1861) لاعب كرة قدم بريطاني.
- 7 يناير – جيمس ألفريد يوينغ (مواليد 1855)
- 10 يناير – ادوين فلاك (مواليد 1873)
- 28 يناير – بيل بيتش (مواليد 1850) مُجدّف أسترالي.

### فبراير
- 9 فبراير – راندولف ليكت (مواليد 1886)
- 13 فبراير – فيل كيلسو (مواليد 1871) لاعب كرة قدم اسكتلندي.
- 15 فبراير – باسيل هول تشامبرلين (مواليد 1850)

### مارس
- 16 مارس – جون مكليود (مواليد 1876)
- 29 مارس – إدوارد ألبرت شاربي شافر (مواليد 1850)

### أبريل
- 20 أبريل – لوسي دف جوردن (مواليد 1863) مصممة أزياء من المملكة المتحدة.

### مايو
- 19 مايو – توماس إدوارد لورنس (مواليد 1888) من أهم الشخصيات في الثورة العربية الكبرى معروف بأسم لورنس العرب.

### يونيو
- 22 يونيو – رولاند ألانسون-وين (مواليد 1855)

### يوليو
- 17 يوليو – جورج ويليام راسل (مواليد 1867)

### أغسطس
- 21 أغسطس – جون هارتلي (مواليد 1849)

### أكتوبر
- 20 أكتوبر – آرثر هندرسون (مواليد 1863) سياسي بريطاني.

### ديسمبر
- 3 ديسمبر – فيكتوريا أميرة المملكة المتحدة (مواليد 1868)
- 13 ديسمبر – جيم توماس ماكميلان (مواليد 1850) سياسي أمريكي.
- 15 ديسمبر – ريتشارد قلازبروك (مواليد 1854) فيزيائي بريطاني.